# Stalachtis susanna
Stalachtis susanna är en fjärilsart som beskrevs av Fabricius 1787. Stalachtis susanna ingår i släktet Stalachtis och familjen juvelvingar. Inga underarter finns listade i Catalogue of Life.